# Giuseppe Jannacconi
Giuseppe Jannacconi (ur. 11 stycznia 1740 w Rzymie, zm. 16 marca 1816 tamże) – włoski kompozytor.

## Życiorys
Pierwsze nauki muzyki pobierał u śpiewaka kapeli papieskiej Dona Soccorso Rinaldiniego. Później uczył się u Gaetano Carpaniego – kapelmistrza w kościele Il Gesù i nauczyciela Muzio Clementiego. Największy wpływ na jego późniejszą twórczość wywarły nauki Pasquala Pisariego (muzyka papieskiego), którego został asystentem. Był tenorem w rzymskim chórze Cappella Giulia. Około 1779 został nauczycielem muzyki w rzymskim sierocińcu (jego uczniem był tam Fortunato Santini). Od 1802 był nauczycielem Giuseppe Bainiego, pierwszego biografa Palestriny. W 1811 przejął po Nicoli Antoniu Zingarellim stanowisko dyrygenta chóru Bazyliki św. Piotra w Watykanie. Piastował je do śmierci w 1816.

## Twórczość
Był jednym z ostatnich przedstawicieli szkoły rzymskiej, kontynuującym tradycje Palestriny. Na jego twórczość religijną utrzymaną w palestrinowskim stylu stile osservato składają się cykle i pojedyncze części mszalne (w liczbie ok. 60), opracowania psalmów (35), motety (83), offertoria i antyfony, falsobordoni, fugi, kanony, 2 kwintety smyczkowe (na dwoje skrzypiec, altówkę, wiolonczelę i kontrabas) oraz oratorium pasyjne L’agonia di Gesù Cristo.